# Palpicrassus
Palpicrassus is een kevergeslacht uit de familie van de boktorren (Cerambycidae). De wetenschappelijke naam van het geslacht werd voor het eerst geldig gepubliceerd in 2007 door Galileo & Martins.

## Soorten
Palpicrassus omvat de volgende soorten:
- Palpicrassus inexpectatus Martins & Galileo, 2010
- Palpicrassus paulistanus Galileo & Martins, 2007